# Régine Cavagnoud
Régine Cavagnoud, francoska alpska smučarka, * 27. junij 1970, Thônes, Haute-Savoie, Francija, † 31. oktober 2001, Innsbruck, Avstrija.
Régine Cavagnoud je v svoji karieri nastopila na zimskih olimpijskih igrah v letih 1992 v Albertvillu, 1994 v Lillehammerju in 1998 v Naganu. Najboljšo uvrstitev je dosegla na igrah leta 1998, ko je osvojila sedmo mesto v smuku. Leta 2001 je v St. Antonu osvojila naslov svetovne prvakinje v superveleslalomu. V svetovnem pokalu je osvojila mali kristalni globus za superveleslalomski seštevek v sezoni 2000/01 ter devet posamičnih zmag, od tega štiri v superveleslalomu, tri v smuku in dve v veleslalomu. Leta 2001 se je smrtno ponesrečila na treningu smuka v Pitztalu. Ob trčenju z nemškim trenerjem Markusom Anwanderjem je utrpela poškodbe možganov. S helikopterjem so jo prepeljali v bolnišnico v Innsbrucku, kjer je po dveh dneh podlegla poškodbam. 

## Svetovni pokal

### Skupni seštevek
| Sezona  | Disciplina      |
| ------- | --------------- |
| 2000/01 | Superveleslalom |

### Posamične zmage
| Datum             | Prizorišče        | Disciplina      |
| ----------------- | ----------------- | --------------- |
| 21. januar 1999   | Cortina d'Ampezzo | Smuk            |
| 23. januar 1999   | Cortina d'Ampezzo | Superveleslalom |
| 19. november 1999 | Copper Mountain   | Veleslalom      |
| 22. januar 2000   | Cortina d'Ampezzo | Smuk            |
| 15. marec 2000    | Bormio            | Smuk            |
| 6. december 2000  | Val-d'Isère       | Superveleslalom |
| 13. januar 2001   | Haus im Ennstal   | Superveleslalom |
| 20. januar 2001   | Cortina d'Ampezzo | Superveleslalom |
| 24. marec 2001    | Courchevel        | Veleslalom      |